# 内埠乡
内埠乡是中国河南省洛阳市汝阳县下辖的一个乡。

## 行政区划
内埠乡下辖：内埠村、马坡村、双泉村、黄湾村、湾寨村、上岗底村、下岗底村、柳沟村、池子头村、东金庄村、西金庄村、南坡村。